# Mas de l'Albareda
El Mas de l'Albareda és una masia al terme municipal dels Prats de Rei (Anoia) inclosa a l'Inventari del Patrimoni Arquitectònic de Catalunya.

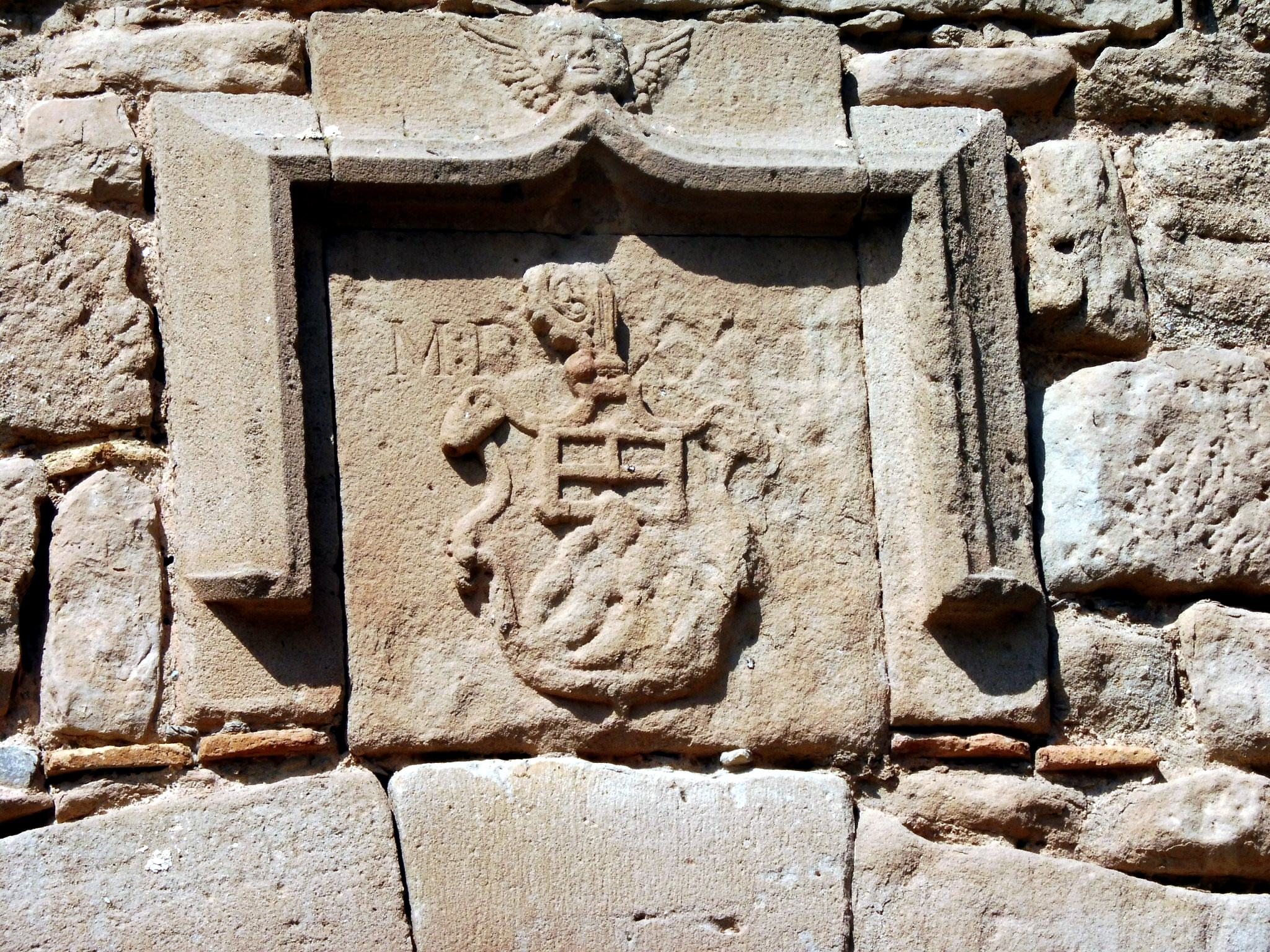
Escut damunt la portada

És un gran casal, l'estructura del qual s'ha anat complicant al llarg dels anys, amb les diverses ampliacions i reformes que ha sofert. Destaca la construcció enterament en pedra, així com els portals adovellats de pedra ben treballada, en els quals hi ha esculpit en relleu l'escut de Montserrat, així com d'altres elements gòtics. El mas té, a més de l'edifici principal, d'altres edificacions auxiliars així com una petita capella adossada a un dels murs. Tot el mas és envoltat d'un mur, en un dels costats del qual hi ha una gran portalada adovellada amb l'escut de Montserrat.
Aquesta propietat fou comprada pel monestir de Montserrat als hereus de Gaspar Ballester l'any 1524, per a ésser utilitzada com a mas i granja del monestir. El mas amb la seva propietat, eren considerats com a terme autònom o quadra, fins que varen annexionar-se al municipi dels Prats de Rei, l'any 1840.
Durant la Guerra de Successió, la batalla dels Prats del Rei de setembre de 1711 va ser la darrera batalla guanyada per Catalunya durant aquell conflicte. Un dels enfrontaments més sagnants es va donar en els primers dies a la Masia de l'Albareda a la que hi va haver lluita cos a cos a la vora d'un torrent que es va omplir de cadàvers.
"Per escriptura davant Clavillart, de 27 de maig de 1842, Don Francisco Planàs i Molist, mitjançant la cessió que de la rematada li va fer Don Miguel Casamitjana, compra a l'Estat l'heretat anomenada Manso Albareda, situada a Prats de Rei, que constava de casa amb oratori, dependències agrícoles, molí fariner, i de les següents terres: 20 jornals de pa dur de terra de primera qualitat, 20 id. de segona, 19 de idem de tercera, 19 de erm, 15 de vina, 77 de bosc de primera qualitat, 150 de idem de segona, 150 de idem de tercera, un hort de regadiu de 6 porcas tancat de parets: total de jornals de terra, 470 jornals 6 porcas. El preu va ser 1.126,100 reals, equivalents a 56,305 durs, dels quals el comprador a Barcelona, als 18 de maig de 1842, pagament el cinquè, és a dir el primer termini, amb títols de el 5 i de l'4. En aquell temps els primeres es cotitzaven de 26 a 28 per cent, i els segons a cosa de l'20; i així la cinquena part de la dita preu, la qual muntava 11,261 durs, es reduiria a uns 2,500 durs." [Pàgina 245]
Mas de l'Albareda va ser heretat posteriorment per Claudio Planàs i Armet, un dels tres fills de Francisco Planàs i Molist. La propietat va passar finalment a mans de la neta de Claudio Planàs i Armet, donya Maria de l'Assumpció Planàs Jordà. El 1952, donya Maria de l'Assumpció Planàs Jordà va concedir a la seva mare, donya Maria Lourdes Jordá Pons, (la filla gran de Carles Jordà i Fages) el dret d'opció de compra Mas de l'Albareda, i la propietat es va vendre posteriorment.
Darrerament fou restaurat pels propietaris, els quals la utilitzen actualment com a residència d'estiu.